# Le Sang des innocents (film)
Pour les articles homonymes, voir Le Sang des innocents.
Pour plus de détails, voir Fiche technique et Distribution.
Le Sang des innocents (Non ho sonno) est un giallo italien réalisé par Dario Argento et sorti en 2001.
Le film débute alors que Giacomo Gallo perd sa mère, assassinée par un tueur en série. Le commissaire Ulysse Moretti est chargé de l'enquête. Vingt ans plus tard, des meurtres identiques sur des jeunes femmes se produisent, et la police piétine. Ulysse Moretti reprend alors du service, avec l'aide de Giacomo Gallo.
Il est entièrement tourné à Turin, une ville très appréciée par le réalisateur. Il présente certaines ressemblances avec un autre film tourné dans la capitale piémontaise, Les Frissons de l'angoisse.
Il a reçu deux nominations au Ruban d'argent : pour le meilleur montage (Anna Rosa Napoli (it)) et pour la meilleure bande sonore (Goblin). La filastrocca del fattore utilisée dans le film a été écrite par la fille de Dario, Asia Argento.

## Synopsis
Turin, 1983. Giacomo Gallo, un garçon de treize ans, assiste impuissant à l'assassinat de sa mère à l'aide d'un cor anglais, sans pouvoir voir le visage du meurtrier. Le commissaire Ulisse Moretti promet à Giacomo qu'il trouvera le coupable. Le commissaire pense que le meurtrier est le tueur en série surnommé le « Nain assassin », le surnom donné à Vincenzo de Fabritiis, un auteur de romans policiers atteint de nanisme. Mais avant qu'ils n'aient pu retrouver l'écrivain et meurtrier présumé, il est retrouvé noyé d'une balle dans la tête : tout porte à croire qu'il s'agit d'un suicide et l'affaire est classée.
Turin, 2000. Angela, une prostituée, s'enfuit de la maison de son client après avoir remarqué son comportement étrange et avoir été chassée par lui. Dans sa fuite, elle renverse un petit meuble et, en ramassant ses affaires, ramasse accidentellement une enveloppe bleue appartenant au client lui-même, qui contient des photos et des articles sur des meurtres brutaux commis dans le passé, dont la femme suppose qu'ils pourraient être liés au Nain. Après avoir prévenu son amie Amanda, une autre prostituée, Angela est assassinée après une longue et audacieuse fuite à l'intérieur d'un train en marche. L'enveloppe se retrouve entre les mains d'Amanda, qui est montée dans le train pour chercher son amie, mais cette dernière se fait également tuer à l'intérieur de sa voiture.
L'ambitieux commissaire Manni, au vu des similitudes avec les morts précédentes, en déduit que le Nain assassin est de retour ou que quelqu'un tente de réitérer ses exploits à l'identique et demande de l'aide à Moretti. Moretti, cependant, est maintenant un vieil homme, retraité et souffrant de problèmes cardiaques et de mémoire, mais sa conversation avec Manni, qui est convaincu que le désormais ex-flic ne peut pas l'aider, semble débloquer ses souvenirs, et il décide donc de s'occuper de lui.
Les décès reprennent, avec les mêmes caractéristiques bizarres : le tueur en série laisse sur les lieux du crime des découpages en carton en forme d'animal, à chaque fois différents. Mel est une des victimes, noyée dans de l'eau glacée et retrouvée avec un carton en forme de chat à côté de son corps. Après les nouveaux épisodes, Giacomo est rappelé à Turin par un coup de téléphone de Lorenzo, son ami de longue date et fils de l'avocat Betti. Dans l'espoir de découvrir le meurtrier de la mère tuée plusieurs années auparavant, Giacomo commence à enquêter avec Moretti.
Pendant ce temps, le meurtrier inconnu continue à faire des victimes, comme le valet qui avait été témoin du meurtre d'Amanda et avait récupéré un stylo en or appartenant au tueur, le faisant chanter en échange de ce même stylo et de son silence, et qui paiera de sa vie sa cupidité. Parallèlement, Moretti découvre au cours de ses recherches privées que les meurtres et les cartons en forme d'animaux laissées près des cadavres suivent les strophes d'une ancienne comptine contenue dans le livre La fattoria della morte, écrit par Vincenzo de Fabritiis lui-même.
En enquêtant avec Moretti, Giacomo retrouve ses anciens amis, dont Gloria, une fille rencontrée il y a des années, qui va bientôt quitter son fiancé Fausto pour se mettre en ménage avec lui. Pendant ce temps, le tueur, suivant la comptine, tue le « lapin » Dora et lorsque Gloria, joueuse de harpe, annonce à Giacomo qu'elle jouera au théâtre déguisée en cygne (l'animal protagoniste de la dernière strophe de la comptine elle-même), il se précipite vers elle, croyant qu'elle est en danger, mais la victime est en fait sa partenaire de scène Mara, qui est décapitée.
Pendant ce temps, le commissaire Manni décide de faire exhumer le corps de Vincenzo de Fabritiis, mais à sa grande surprise, le cercueil est vide. Laura, la mère de Vincenzo, confie à Moretti qu'elle est sûre que son fils est mort 17 ans plus tôt, car c'est elle qui l'a tué avec l'arme de son mari à la demande de l'écrivain lui-même, qui ne supportait pas d'être le bouc émissaire de tous ces morts à cause de son handicap physique et de ses romans policiers. La femme se rend dans son ancien manoir pour récupérer l'arme, mais elle est effrayée par la présence d'un nain et tombe du balcon, mourant sur le coup.
Grâce à certaines incohérences entre les meurtres réels et la comptine, Moretti se rapproche de l'identité réelle du meurtrier. L'ancien commissaire remarque également un détail important : dans le passé, les crimes se produisaient tous dans le même quartier, alors qu'aujourd'hui, ils sont répartis dans toute la ville. Alors que le vieux détective est proche de la vérité, il meurt d'une crise cardiaque, effrayé par un nouveau raid du mannequin nain.
Peu de temps auparavant, Moretti avait réussi à raconter à Giacomo ce qu'il avait découvert. Le jeune homme, dépité par la mort de Moretti, voit Leone, le concierge sans domicile de la Villa de Fabritiis, manipuler un mannequin ayant les traits du défunt Vincenzo et le suit jusqu'à une maison située non loin de là. Gloria, en compagnie de Giacomo, décide d'alerter la police, mais elle est attaquée lorsque Giacomo, sans méfiance, entre dans l'immeuble et trouve le cadavre du concierge : l'avocat Betti l'a tué et menace d'éliminer Giacomo à son tour, en le blessant d'un coup de feu avant de se tirer une balle.
Entre-temps, Lorenzo et Gloria font irruption ; l'avocat meurt, tandis que Giacomo comprend tout clairement : les meurtres de 1983 ont été concentrés dans le même quartier parce que le meurtrier était encore mineur. De plus, seul un enfant pouvait prendre pour exemple une comptine pour enfants et commettre les erreurs que Moretti avait découvertes avant de mourir. Pendant ce temps, Lorenzo, qui assiste à la mort de son père, fait une crise respiratoire : l'homme est asthmatique depuis sa naissance et doit se résoudre à utiliser son inhalateur. Giacomo reconnaît le bruit qu'il a entendu 17 ans plus tôt, alors que sa mère agonisait : c'est le souffle de l'inhalateur de son ami. Lorenzo est le meurtrier de sa mère.
C'est alors que Lorenzo, démasqué, prend Gloria en otage et avoue tout — les ossements volés du nain avec la complicité indirecte de Leone, les meurtres commis avec le mannequin, l'éloignement qu'il a été contraint de subir par son père après les crimes de l'enfance — jusqu'à ce qu'il soit abattu par le commissaire Manni.

## Fiche technique
- Titre français : Le Sang des innocents
- Titre original italien : Non ho sonno (litt. « Je n'ai pas sommeil »)
- Réalisation : Dario Argento
- Scénario : Dario Argento, Carlo Lucarelli, Franco Ferrini
- Photographie : Ronnie Taylor
- Montage : Anna Rosa Napoli (it)
- Effets spéciaux : Sergio Stivaletti
- Musique : Goblin
- Décors : Antonello Geleng
- Costumes : Susy Mattolini
- Maquillage : Alfredo Marazzi, Graziella Tosti
- Production : Dario Argento, Claudio Argento
- Sociétés de production : Medusa Film, Opera Film
- Pays de production :  Italie
- Langue originale : italien
- Format : Couleurs - 1,85:1 - Son Dolby Digital
- Genre : Giallo, épouvante
- Durée : 112 minutes
- Date de sortie : 
  - Italie : 4 janvier 2001[1]
  - France : 13 mars 2002
- Classification :
  - France : Interdit aux moins de 16 ans

## Distribution

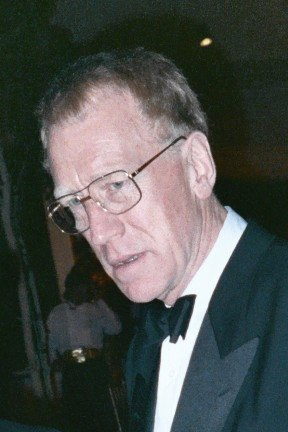
Max von Sydow incarne Ulisse Moretti.

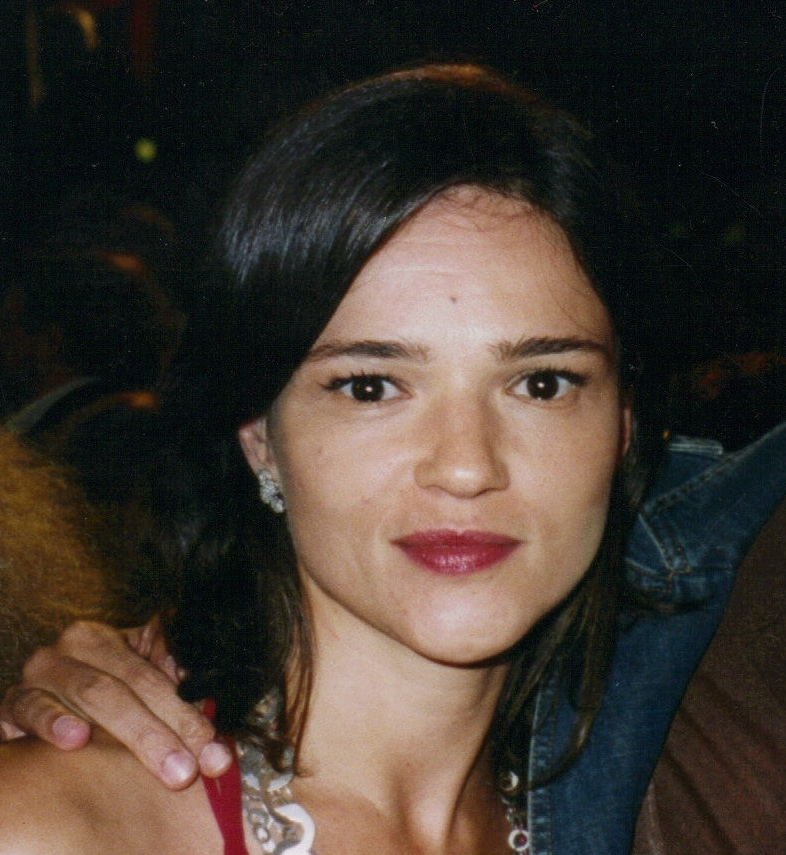
Chiara Caselli incarne Gloria.

- Max von Sydow (VF : Marc Cassot) : Ulisse Moretti
- Stefano Dionisi (VF : Guillaume Orsat) : Giacomo
- Chiara Caselli (VF : Véronique Uzureau) : Gloria
- Roberto Zibetti (it) (VF : Marc Saez) : Lorenzo
- Gabriele Lavia : docteur Betti
- Paolo Maria Scalondro (it) (VF : Denis Boileau) : chef inspecteur Manni
- Rossella Falk : Laura de Fabritiis
- Roberto Accornero (VF : Stéphane Ronchewski) : Fausto
- Barbara Lerici (VF : Véronique Picciotto) : Angela
- Guido Morbello : jeune détective
- Massimo Sarchielli (it) (VF : Michel Tugot-Doris) : Leone
- Diego Casale (it) : Beppe
- Alessandra Comerio : mademoiselle Betti
- Elena Marchesini : Mel
- Aldo Massasso (it) (VF : Michel Tugot-Doris) : détective Cascio
- Barbara Mautino : Dora, le lapin
- Linda Giumento : la fille de la discothèque
- Elisabetta Rocchetti : vendeuse au restaurant de Dora
- Conchita Puglisi (it) : Amanda
- Brian Ayres : magistrat
- Daniele Angius : Giacomo à 13 ans

## Production
Dans ce film, le réalisateur revient à ses origines, en reprenant certains éléments caractéristiques qui sont devenus sa marque de fabrique au fil du temps. Il tourne à Turin, choisit la musique du groupe Goblin et développe une histoire basée sur un mystérieux assassin. C'est le seul film d'Argento dans lequel les mains gantées du meurtrier ne sont pas les siennes, car les gants utilisés par l'assassin étaient trop grands par rapport aux mains du réalisateur.

### Attribution des rôles
Dans ce film, comme dans Les Frissons de l'angoisse, Gabriele Lavia joue le rôle de l'auteur présumé et, dans une scène importante du film, il dit : « Tout est de votre faute », exactement comme dans le film de 1975, avec la même expression. Dans ce film également, on utilise un mannequin qui a l'apparence du meurtrier.

### Tournage
Le tournage commence au début du mois de mai 2000 et s'achève à la fin du mois de juillet de la même année. Certaines scènes ont été tournées dans les studios d'Euphon Communications, dans les locaux du complexe Fiat Mirafiori, Strada della Manta, 24 à Mirafiori Sud (it), Turin.

## Exploitation
Le film a été présenté en première mondiale à Turin le 4 janvier 2001.
Au box-office italien, le film a rapporté 2 592 476 euros, se classant 53e parmi les cent films les plus populaires de la saison 2000-2001.

### Accueil critique
À l'époque, le film a reçu un accueil mitigé de la part des critiques. Il y eut ceux qui apprécièrent la façon dont le réalisateur avait réussi à reprendre ses thèmes classiques, en les utilisant habilement et de manière à effrayer le spectateur, et ceux qui, au contraire, virent des moments d'un haut niveau stylistique alterner avec d'autres beaucoup plus gênants.
En France, la critique est assez positive, comme Sébastien Lecordier dans Ciné Libre : « La musique est sublime, le montage parfaitement maîtrisé, ce qui fait que le scénario nous emmène absolument ou il veut tout en nous faisant croire que l'on a perpétuellement une longueur d'avance. Mais le plus fort c'est que jamais Dario Argento ne nous montre la peur ou cherche à l'illustrer. Non. Il nous la fait vivre, comme si nous étions nous-mêmes la victime ». Jean-François Rauger dans Le Monde estime qu'avec ce film, Dario Argento incarne « la survivance miraculeuse d'un cinéma populaire, conservant la flamme d'un art trivial où les formes basses de la culture s'uniss[ent] à des conventions parfois prestigieuses pour engendrer des œuvres cruelles et jouissives ». En revanche, Jacques Morice dans Télérama est plus mesuré : « [Avec la scène d'ouverture], on jubile à l'idée qu'Argento [...] ait retrouvé sa forme d'antan. Las, la suite n'atteint plus jamais ce pic d'effroi. [...] Le film oscille entre le kitsch et le bizarre, le pompier et l'insolite. Pour fanas de curiosité baroque ».